# Sarah Winckless
Sarah Catherine Winckless (Reading, 18 de octubre de 1973) es una deportista británica que compitió en remo.
Participó en tres Juegos Olímpicos de Verano, entre los años 2000 y 2008,  obteniendo una medalla de bronce en Atenas 2004, en la prueba de doble scull, y el quinto lugar en Pekín 2008, en el ocho con timonel.
Ganó dos medallas de oro en el Campeonato Mundial de Remo, en los años 2005 y 2006.

## Palmarés internacional
| Juegos Olímpicos   | Juegos Olímpicos   | Juegos Olímpicos  | Juegos Olímpicos |
| Año                | Lugar              | Medalla           | Prueba           |
| ------------------ | ------------------ | ----------------- | ---------------- |
| 2004               | Atenas (Grecia)    | Medalla de bronce | Doble scull      |
| Campeonato Mundial |                    |                   |                  |
| Año                | Lugar              | Medalla           | Prueba           |
| 2005               | Kaizu (Japón)      | Medalla de oro    | Cuatro scull     |
| 2006               | Eton (Reino Unido) | Medalla de oro    | Cuatro scull     |